# Pelochyta semivitrea
Pelochyta semivitrea là một loài bướm đêm thuộc phân họ Arctiinae, họ Erebidae.